# Sousaphon

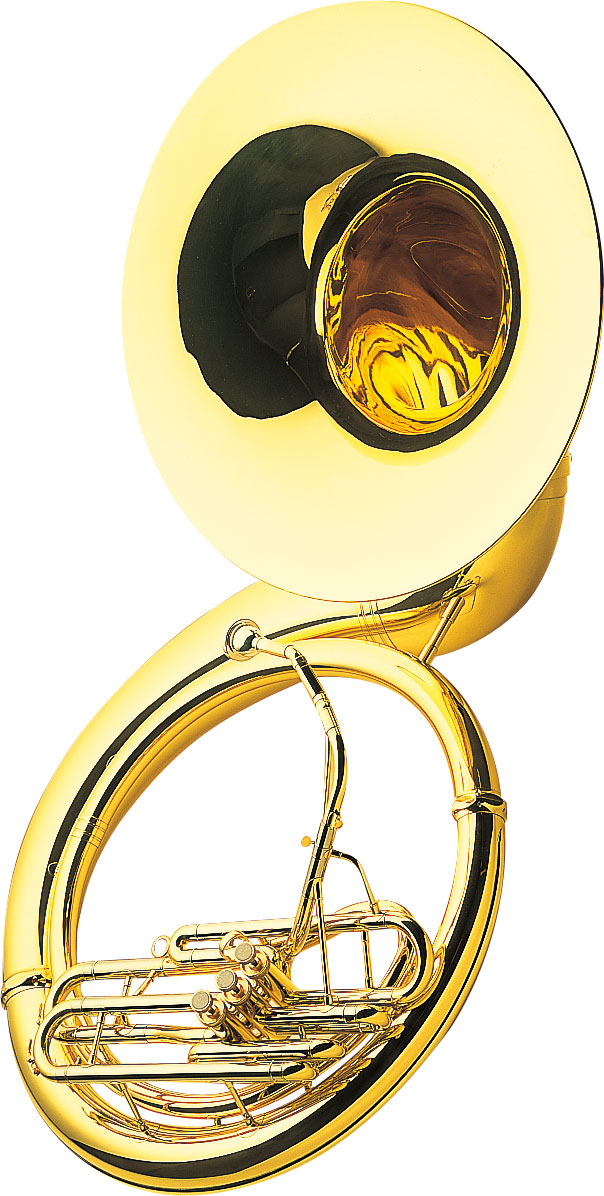
Sousaphon

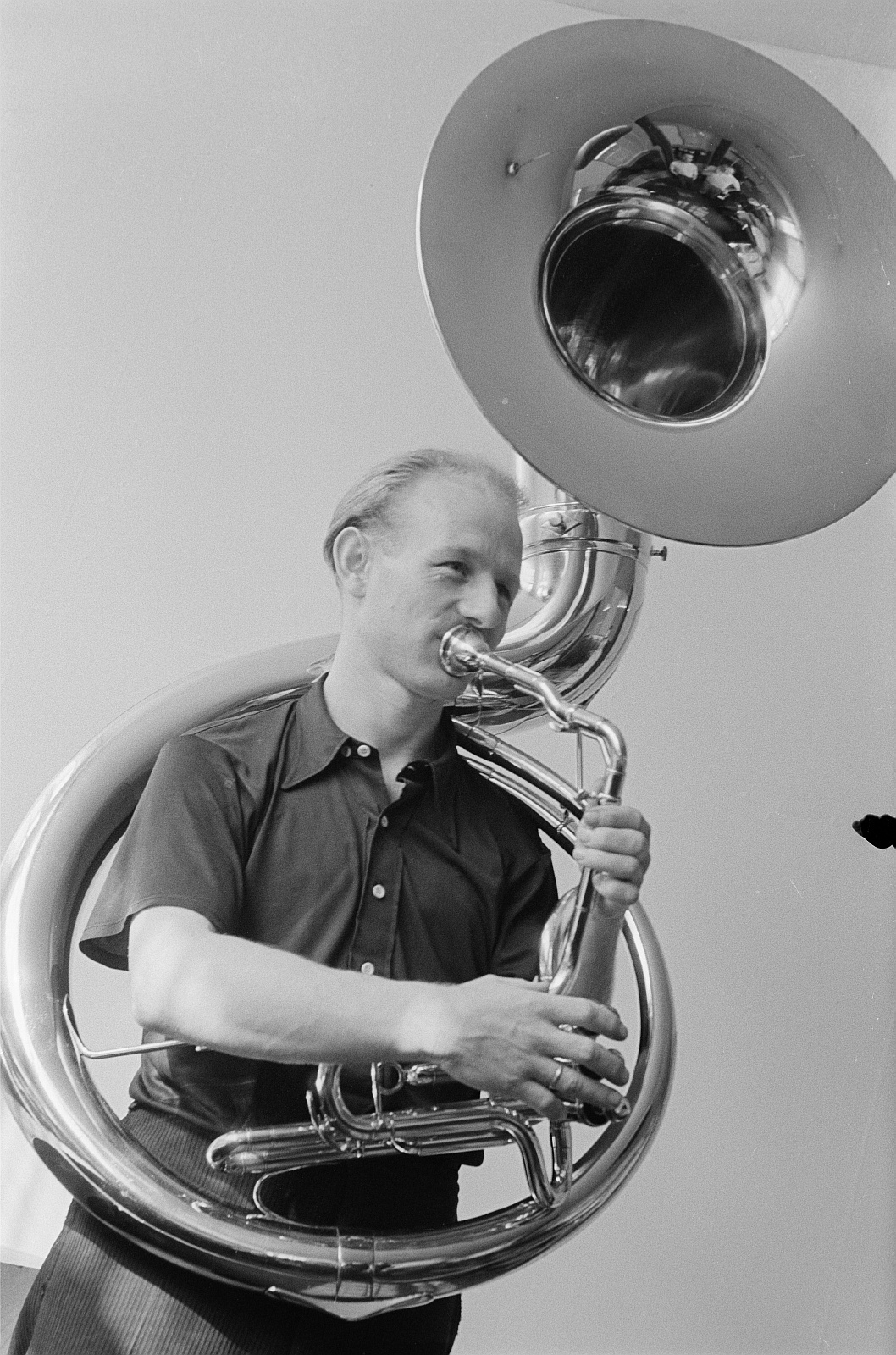
Sousaphon (Leipziger Herbstmesse 1954)

Das Sousaphon oder Sousafon (IPA: [ˌzuːzaˈfoːn] anhörenⓘ) ist eine Form der Tuba, die in den 1890er Jahren auf Initiative des amerikanischen Komponisten John Philip Sousa und in Zusammenarbeit mit dem Instrumentenbauer J. W. Pepper aus Philadelphia entwickelt und zum Dank nach Sousa benannt wurde. Das älteste bekannte Sousaphon stammt von 1893. Pepper baute ein Instrument, dessen Trichter man für ein Konzert nach oben ausrichten konnte und zum Marschieren nach vorne. Andere Firmen bauten schnell ihre eigenen Versionen und der Instrumentenbauer C. G. Conn stellte ein Sousaphon her, das von Sousa und seiner Kapelle bevorzugt wurde.
Das Instrument ist von der Funktion und der Mensur her eine Bass- oder Kontrabasstuba in F, Es oder C und B mit drei oder vier, selten auch fünf Ventilen.
Moderne Spieler, wie zunächst Kirk Joseph, haben auf dem Instrument eine Beweglichkeit erlangt, die beinahe der eines Saiteninstruments entspricht.

## Bauweise

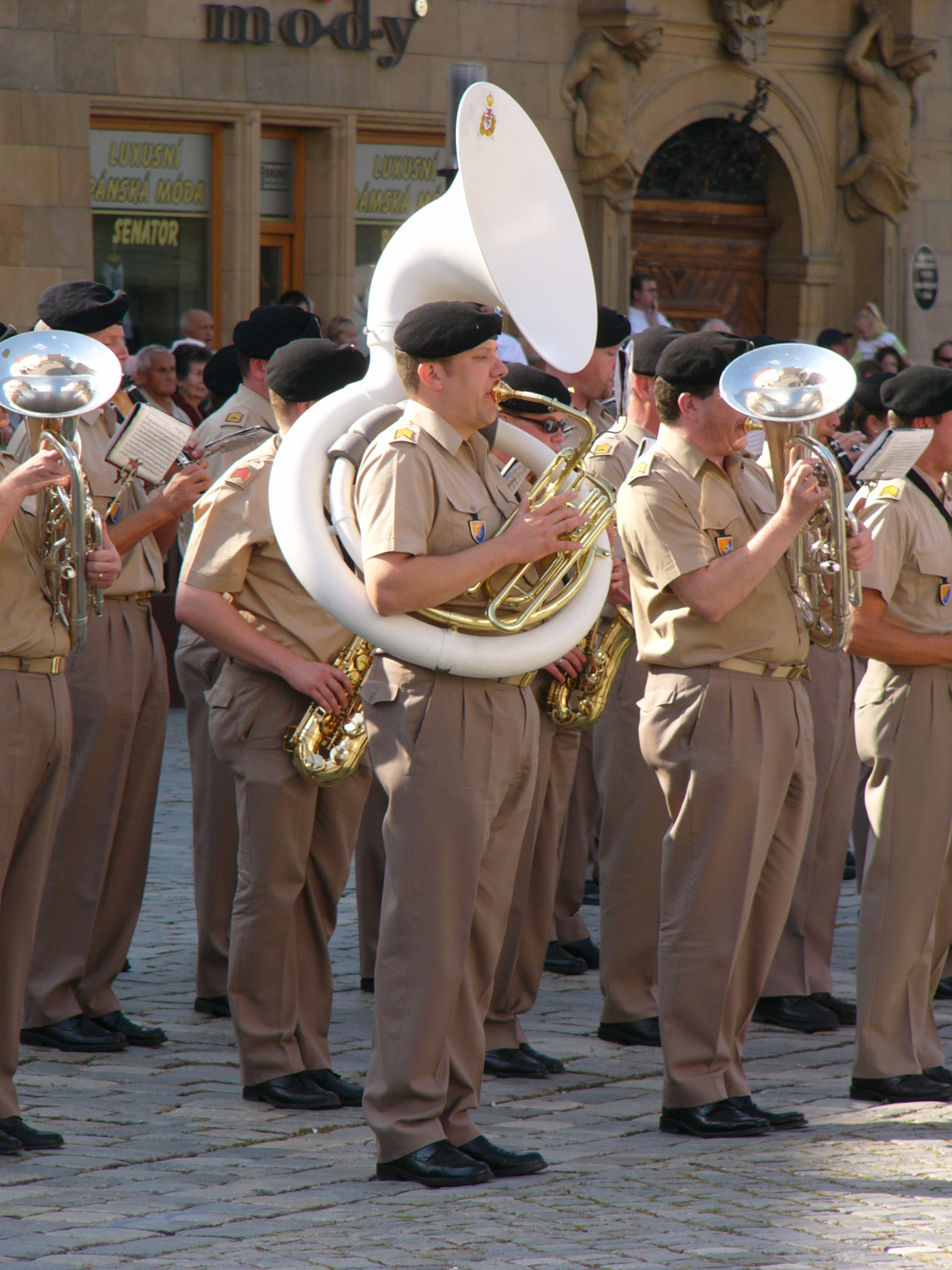
Luxemburger Militärkapelle mit Kunststoff-Sousaphon

Die Bauform des Sousaphons entstammt dem Helikon, dessen kleineres Schallstück allerdings nicht wie beim Sousaphon nach vorn, sondern seitlich ausgerichtet ist. Es wird im Gegensatz zur Tuba nicht vor, sondern um den Körper getragen. Das hochaufragende Schallstück des Sousaphons mit einem kurzen, aber weit ausladenden, um etwa 90° nach vorne gerichteten Trichter von etwa 65 cm Durchmesser ist abnehmbar. Beim ursprünglichen Sousaphon zeigte der Trichter nach oben, weswegen es auch „Raincatcher“ („Regenfänger“) genannt wurde. Sousa wollte einen direkt ins Publikum zielenden Bass vermeiden, daher kam das heute gebräuchliche Modell mit dem nach vorne gerichteten Trichter unter seiner persönlichen Leitung überhaupt nicht zur Anwendung.
Ursprünglich wurden Sousaphone aus Messing gefertigt, seit den 1960er Jahren sind jedoch auch Sousaphone aus Kunststoff üblich, deren Schalltrichter und letzte Rohrwindung aus Gründen der Gewichtsersparnis aus weiß eingefärbtem Faserverbundwerkstoff (glasfaserverstärktes Epoxidharz) bestehen.

## Verwendung
Das Sousaphon wurde bereits kurz nach seiner Erfindung fester Bestandteil von zivilen und militärischen Blaskapellen. Auch im Jazz spielte es eine große Rolle, wo es nach und nach, besonders in den New-Orleans- und Dixieland-Formationen sowie einigen Swingorchestern die häufig verwendete Tuba ablöste.